# Kinh tế học quản trị
Kinh tế học quản trị (tiếng Anh: Managerial Economics, hay còn gọi là Business Economics) - là việc ứng dụng lý thuyết kinh tế và các công cụ phân tích của khoa học ra quyết định để nghiên cứu cách thức một tổ chức đạt được các mục tiêu của mình với hiệu suất cao nhất.

## Mối liên hệ của kinh tế học quản trị với các chức năng kinh doanh
Mối liên hệ là rất rộng. Trong mối liên hệ với môn marketing, đó là liên quan đến nhu cầu, co giãn của cầu theo giá .
Liên quan đến tài chính là việc lập kế hoạch vốn, phân tích hòa vốn, giá trị kinh tế gia tăng (economic value added).
Với khoa học quản trị đó là các quy hoạch tuyến tính, phân tích hồi quy, dự báo kinh tế...
Kinh tế học quản trị liên quan đến môn quản trị chiến lược trong việc phân loại cạnh tranh, phân tích cấu trúc, đánh giá hiệu quả kinh doanh. Việc xem xét các hình thái kinh doanh khác nhau sẽ cho ra các quyết định quản trị tốt hơn.
Trong mối liên hệ đến kế toán quản trị sẽ gồm nhiều công tác, trong đó có việc tính toán các chi phí liên quan, phân tích gia tăng, chi phí cơ hội...

## Kinh tế học quản trị và việc ra quyết định
Các kiến thức nền tảng về kinh tế học quản trị đặc biệt quan trọng trong việc ra quyết định quản trị. Các quyết định này bao gồm quyết định từ tầm xa, có tính chung chung đến các quyết định cụ thể nhất có liên quan đến các loại hình quản trị như đã thấy ở phần trên.
Hầu hết các quyết định kinh doanh đều có thể ứng dụng kinh tế học quản trị, trong đó nhất là:
- Phân tích rủi ro: - phân tích và quản lý toàn bộ các rủi ro có thể có trong quá trình knh doanh.
- Phân tích sản phẩm: - bao gồm tất cả các nhân tố liên quan đến sản phẩm.
- Xác lập ngân sách: - phân tích và xác lập ngân sách ban đầu cũng như quản trị quá trình sau đó.